# Donacoscaptes arenalis
Donacoscaptes arenalis là một loài bướm đêm trong họ Crambidae.